# Favela

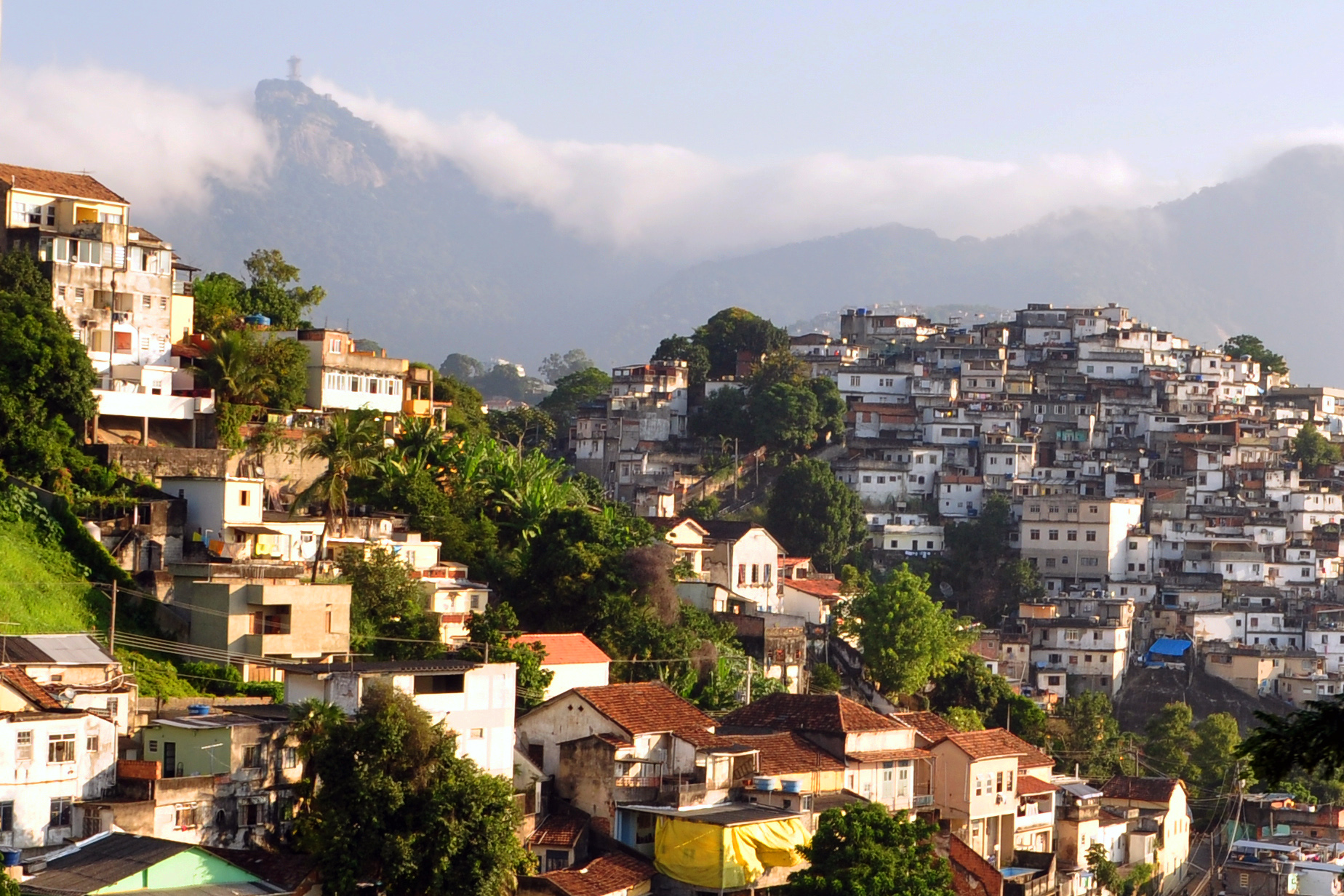
Favelas en Río de Janeiro.

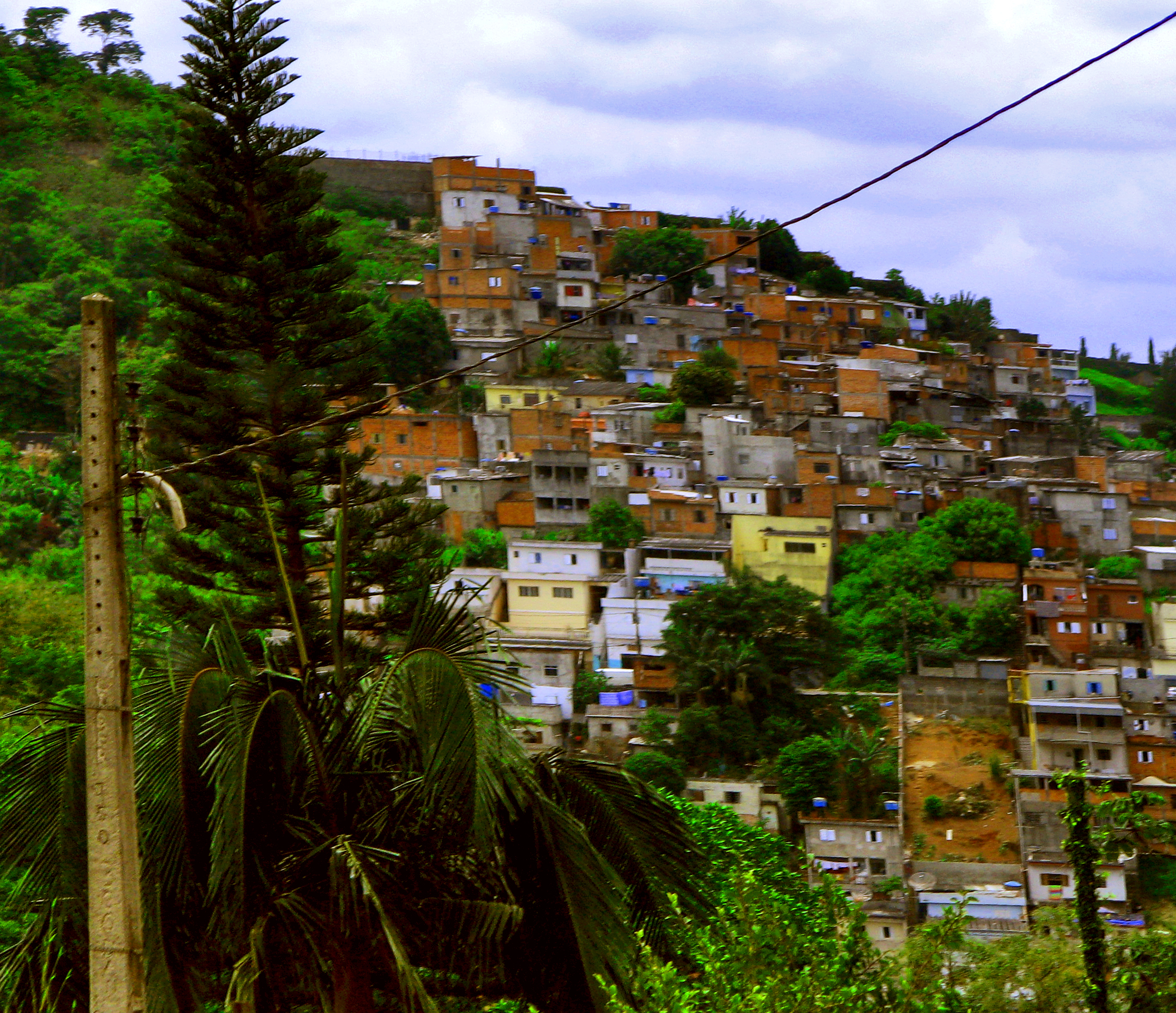
Favelas en São Paulo.

Favela es el nombre dado en Brasil a los asentamientos precarios o informales que crecen en torno o dentro mismo de las ciudades grandes del país. Este término portugués, muy usado en Brasil, es sinónimo de «chabola» en castellano. 
Según la definición del Programa Favela:

Las favelas son asentamientos que carecen de derechos de propiedad, y constituyen aglomeraciones de viviendas de una calidad por debajo de la media. Sufren carencias de infraestructuras básicas, de servicios urbanos y también equipamientos sociales o están situadas en áreas geológicamente inadecuadas o ambientalmente sensibles. En su búsqueda de una vivienda asequible, los pobres de las ciudades se enfrentan de esta forma a un equilibrio entre la localización y los derechos de propiedad. Las favelas ofrecen la proximidad a los empleos, el comercio y los equipamientos urbanos.

## Origen del término
En noviembre de 1897, 20 000 soldados del nordeste brasileño que habían luchado y ganado la Guerra de Canudos en Bahía llegaron al puerto de Río de Janeiro. El gobierno les había prometido casas, pero la burocracia era interminable y, cansados de esperar, tomaron la colina más cercana de Gamboa conocida como Morro da Providência y construyeron sus chozas allí.
La colina, al igual que otra donde habían acampado antes de la batalla, estaba cubierta por favela o mandioca brava (Cnidoscolus phyllacanthus), una planta leguminosa áspera y agreste, de hojas urticantes y semillas comestibles que es plaga en varias regiones del Brasil, así que llamaron al lugar Morro da Favela.
No todos los historiadores están de acuerdo con esta versión. Según Sônia Zylberberg (citada por Espinoza), es poco probable que hubiera realmente faveleira en la colina, debido al tipo de suelo fértil de Río (la planta se da mucho mejor en suelos áridos como el de Bahía). La historiadora afirma que el nombre está asociado a las mujeres en condiciones de semiesclavitud traídas por los soldados.
Benjamín de Garay, en una nota de su traducción de "Los sertones" de Euclides da Cunha, publicada en 1938, en la que explica el origen del nombre de la cumbre del Favela cercana a Canudos, dice lo siguiente: "Favela: el nombre designa originalmente a un tipo de planta del sertón que abunda en este morro cercano a Canudos y por esa razón recibe ese nombre. Al finalizar la guerra, el Estado pagó a los soldados rasos su participación en la guerra con las tierras más inútiles de los alrededores de Río de Janeiro, ubicadas en lo alto de los morros. De allí viene la utilización de esta palabra para designar las poblaciones míseras de los alrededores de las grandes ciudades del país."
Otra versión afirma que los soldados plantaron allí semillas de favela traídas desde Bahía, pero la planta no prosperó. 
Zylberberg también discute que haya sido esta la primera favela de Río, afirmando que había al menos otro asentamiento importante previo, en Monte Castelo.

## Concentración
La siguiente gráfica muestra los centros urbanos brasileños que más sufrían el proceso de favelización —o proliferación de favelas— en el año 2000. Se representan ciudades frente a su número de favelas.

## Otras favelas

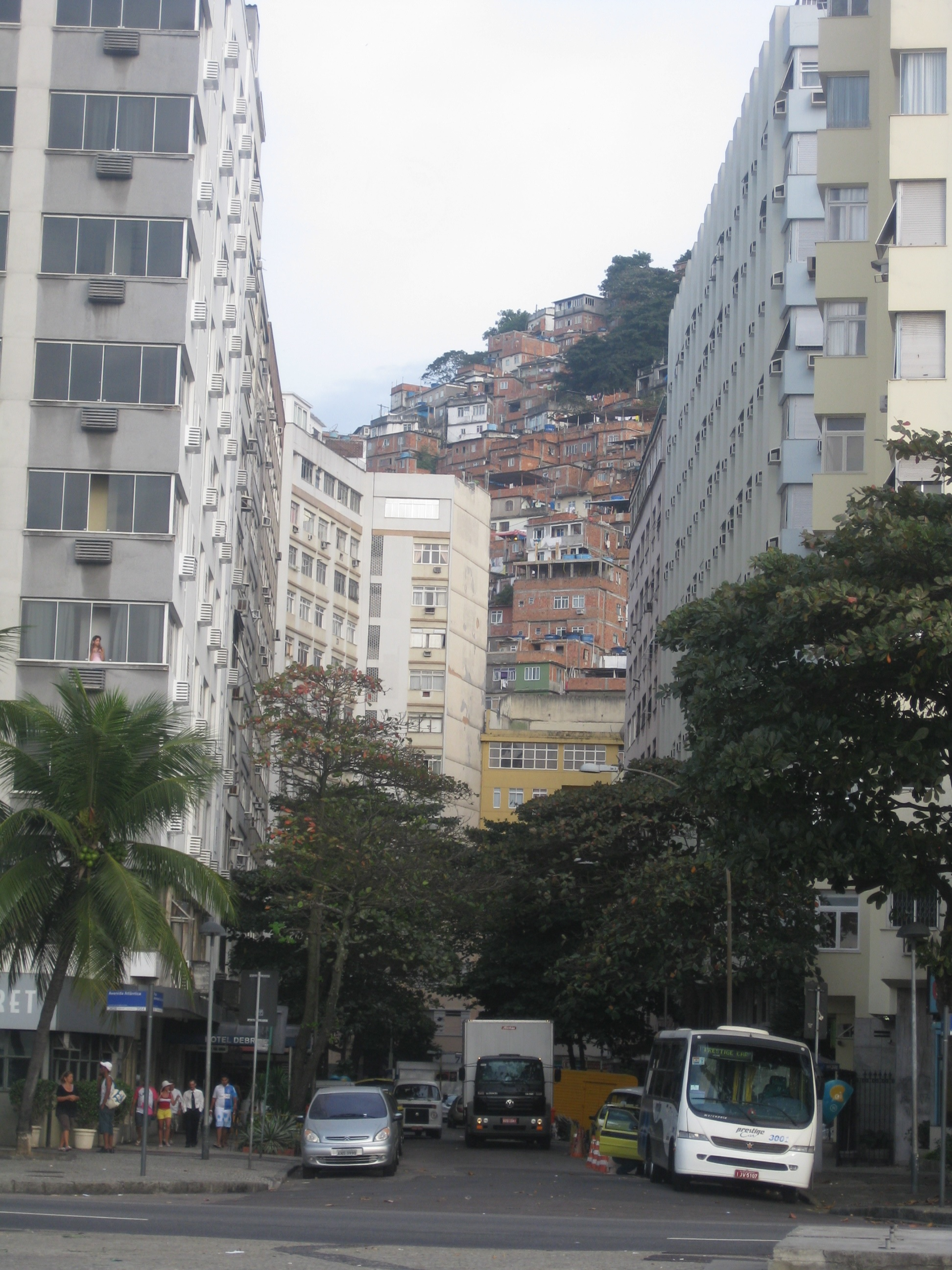
Favela en Río de Janeiro.

El nombre pronto se volvió genérico para designar los asentamientos precarios en torno a Río y por extensión los de otras muchas grandes ciudades brasileñas, como São Paulo (Vila Heliópolis), Porto Alegre, Recife o Belo Horizonte.